# 鈴木伶央
鈴木 伶央（すずき れお、1989年10月9日 - ）は、日本の俳優。神奈川県逗子市久木出身。

## 経歴
- 9歳からヒップホップ、13歳からバレエを始める。
- 2008年、18歳で48期生として劇団四季研究所入所。
- 2012年、劇団四季を退団。
- 2013年5月から1ヶ月間アメリカ・ラスベガスに留学し、ダンスカンパニーで研修を受ける。
- 2013年9月からアメリカ・ニューヨークの大学に留学中。

## 主な出演
- むかしむかしゾウがきた（男性アンサンブル）
- はだかの王様 （デニム役）
- キャッツ（ギルバート役）
- ユタと不思議な仲間たち（大作役）
- アンデルセン（男性アンサンブル）
- 夢から醒めた夢（男性アンサンブル）
- SONG&DANCE The Spirit（コーラスパート）
- 桃次郎の冒険（男性アンサンブル）